# Chmielew (powiat węgrowski)
Chmielew – wieś w Polsce położona w województwie mazowieckim, w powiecie węgrowskim, w gminie Korytnica. Ma status sołectwa.
Wieś szlachecka Chmielewo położona była w drugiej połowie XVI wieku w powiecie liwskim ziemi liwskiej województwa mazowieckiego. W latach 1975–1998 miejscowość należała administracyjnie do województwa siedleckiego.
Wierni kościoła rzymskokatolickiego należą do parafii św. Wawrzyńca w Korytnicy.